# Cherie Dimaline
Cherie Dimaline (/ʃəˈri ˈdɪməlaɪn/), née le 2 juillet 1975 à Toronto en Ontario, est une auteure canadienne de la nation métisse de la Baie Georgienne, une partie de la nation métisse de l'Ontario. Elle est l'auteur de divers romans primés ainsi que des récits et des articles accueillis favorablement par la critique et le public. Elle est surtout connue pour son roman pour jeunes adultes Pilleurs de rêves (The Marrow Thieves) publié en 2017, qui explore l'exploitation coloniale continue des peuples autochtones.
Cherie Dimaline a remporté le prix du livre de fiction de l'année au Anskohk Aboriginal Literature Festival pour son premier roman, Red Rooms. Depuis, elle a publié le livre pour enfants Seven Gifts for Cedar, le roman The Girl Who Grew a Galaxy et le recueil de nouvelles A Gentle Habit. Elle est l'éditeur en 2019 de Little Bird Stories (volume IX), publié par Invisible Publishing et mettant en vedette les gagnants du concours annuel d'écriture Little Bird organisé par Sarah Selecky Writing School.
Elle est rédactrice en chef fondatrice de Muskrat Magazine. Elle est nommée artiste émergente de l'année dans le cadre des prix du premier ministre de l'Ontario pour l'excellence artistique en 2014 et elle est devenue la première écrivaine autochtone en résidence à la bibliothèque publique de Toronto.
Son roman Sur les terres du loup (Empire of Wild) a été publié en 2019.

## Biographie
Cherie Dimaline vit à Toronto en Ontario, après avoir déménagé de son lieu de résidence au sein de la communauté métisse de la Baie Georgienne. Les étés de son enfance se passent dans sa communauté métisse. Dimaline apprend des histoires de sa famille qu'elle transmet à ses cousins. Son père est magicien et, en grandissant, elle travaille pour lui en tant qu'assistante de magicien. Dès lors, Dimaline occupe divers emplois, étant employée comme conservatrice pour un musée, gestionnaire de haut niveau pour une société d'investissement et directrice d'un centre de ressources pour femmes.
En plus de ses activités d'auteure, Cherie Dimaline contribue à différents projets, dont l'anthologie Mitêwâcimowina: Indigenous Science Fiction and Speculative Storytelling publiée en 2016. Cherie Dimaline est également chroniqueuse et rédactrice en chef du magazine Châtelaine au début des années 2000, écrivant divers articles dans ce dernier.
Cherie Dimaline se considère exclusivement comme une écrivaine métisse ou autochtone, déclarant « I would love to be recognized as a writer of Indigenous stories. I'm not a Canadian writer. This is what is now known as Canada; it means something different to and for me »,.

## Implication de la communauté
Cherie Dimaline participe à de nombreux festivals littéraires, dont Kingston WritersFest (2016), Toronto International Festival of Authors (2016, 2018, 2019), Ottawa Writers Festival (2017, 2018, 2019) et Wordfest Imaginaire (2019). Elle est également une auteure vedette au Vancouver Writers Festival en 2020, en plus d'être la première commissaire invitée du festival.
Cherie Dimaline est la fondatrice et l'organisatrice du rassemblement annuel des écrivains autochtones, ainsi que la rédactrice fondatrice de FNV Magazine et Muskrat Magazine, deux publications axées sur les Autochtones.

## Œuvres

### SérieThe Marrow Thieves
1. Pilleurs de rêves, Boréal, 2019 ((en) The Marrow Thieves, 2017), trad. Madeleine Stratford, 344 p.  (ISBN 978-2-7646-2577-4)Sélectionné pour le prix littéraire du Gouverneur général 2019 dans la catégorie traduction[16]
2. Chasseurs d'étoiles, Boréal, 2023 ((en) Hunting by Stars, 2021), trad. Madeleine Stratford, 480 p.  (ISBN 978-2-7646-2764-8)

### Romans indépendants
- (en) Red Rooms, 2011
- (en) The Girl Who Grew a Galaxy, 2013
- Rougarou, Buchet-Chastel, 2020 ((en) Empire of Wild, 2019), trad. Paul Gagné et Lori Saint-Martin, 384 p.  (ISBN 978-2-7646-2639-9)Réédition sous le titre Sur les terres du loup, Buchet-Chastel, 2022,  (ISBN 978-2-283-03578-8)
- (en) Funeral Songs for Dying Girls, 2023

### Recueils de nouvelles
- (en) A Gentle Habit, 2015

### Livres pour enfants
- (en) Seven Gifts for Cedar, 2010

### Comme éditrice
- (en) Little Bird Stories, volume 9, 2019

## Prix et distinctions
En 2014, Cherie Dimaline est nommée Artiste émergente de l'année aux prix du premier ministre de l'Ontario pour l'excellence dans les arts.
Pilleurs de rêves vaut à Cherie Dimaline un certain nombre de prix littéraires et notamment le prix du Gouverneur général pour la littérature jeunesse de langue anglaise 2017 et le prix Kirkus 2017 dans la catégorie Littérature pour jeunes adultes, et il est finaliste du concours Canada Reads 2018 de la CBC et du prix White Pine 2018. Le discours d'acceptation de Cherie Dimaline pour le prix du Gouverneur général 2017 pour la fiction anglaise pour jeunes adultes a été prononcé par son amie Susan Blight en Anishinaabemowin. Cherie Dimaline a déclaré à propos de l'événement : « J'ai écrit le discours et elle [Blight] l'a prononcé sans traduction… ». C'est la première fois qu'un discours d'acceptation du prix du Gouverneur général était prononcé dans une langue autre que l'anglais ou le français.
Pilleurs de rêves figure dans la liste internationale « Honour List » 2020 de l'IBBY.
Cherie Dimaline est la récipiendaire 2021 du prix Writers' Trust Engel/Findley.

## Accueil
Pilleurs de rêves est largement acclamé pour sa représentation de la colonisation autochtone et de la dévastation écologique. Le livre est salué pour sa capacité à passer de la fiction YA à la fiction pour adultes, autant plus qu'il a été défendu par Jully Black en tant que finaliste du concours Canada Reads 2018. Les romans de Dimaline sont également discutés dans le milieu universitaire, notamment par Niranjana Iyer et Petra Fachinger.